# Abram Ioffe
Abram Ioffe   (Romní, 17 d'octubre de 1880 (Julià) - Sant Petersburg, 14 d'octubre de 1960) fou un prominent físic rus de l'etapa soviètica. Ioffe era un expert en electromagnetisme, radiologia, cristalls, física d'alta energia, termoelectricitat i fotoelectricitat. Va fundar laboratoris dedicats a la investigació sobre radioactivitat, superconductivitat, i física nuclear, transformats posteriorment alguns d'ells en instituts independents. En la seva etapa final, va tenir un paper destacat en el desenvolupament de la investigació sobre semiconductors a l'URSS.

## Biografia

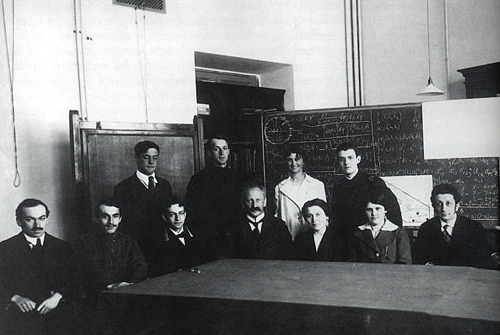
Seminari Ioffe a l'Institut Politècnic de Sant Petersburg, 1915. Asseguts, d'esquerra a dreta: Iakov Frenkel; Nikolai Semiónov; A.P. Iúsxenko; Abram Ioffe; A.R. Schmidt; I.K. Bobr; K.F. Néstrukh. Dempeus, d'esquerra a dreta: Piotr Kapitsa; Piotr Lukirski; M.V. Milovídova-Kirpitxova; Iàkov Dórfman.

Ioffe va néixer en una família jueva de classe mitjana a la petita ciutat de Romni, Imperi Rus (actualment a la província de Sumi, Ucraïna). Va rebre l'educació secundària a l'escola reial de la ciutat de Romni(1889-1897), on va conèixer i va establir una relació amistat amb Stepan Timoixenko que es mantindria ja en l'edat adulta.
Després de graduar-se a l'Institut Tecnològic Pràctic de Sant Petersburg el 1902, se'n va anar a estudiar a la Universitat de Múnic, Alemanya, on va treballar sota la direcció de Wilhelm Röntgen i es va doctorar (1905).
Des del 1906 va treballar a l'Institut Politècnic de Sant Petersburg (des del 1924, Leningrad), on el 1918 va organitzar la Facultat de Física i Mecànica per formar enginyers i físics. El 1911 va acceptar el luteranisme per casar-se amb una dona no jueva. Des del 1913 en fou professor.
El 1911, A. F. Ioffe va definir la càrrega d'electrons utilitzant la mateixa idea que R. Millikan, però de manera independent. En aquest experiment, les micropartícules de metalls de zinc s'irradiaven amb llum ultraviolada per expulsar els electrons. Les micropartícules carregades eren llavors equilibrades en un camp elèctric contra la gravetat, de manera que es podrien determinar les seves càrregues (en l'experiment de Millikan es van fer servir gotes d'oli). No obstant això, Ioffe només va publicar aquest treball el 1913. Milliken va publicar el seu resultat una mica abans, de manera que l'experiment va rebre el seu nom a la literatura mundial.
El 1913 El 1913 va aconseguir el títol de Magister de Filosofia, i el 1915 el doctorat en física. El 1918 va ser nomenat director de la Divisió de Física i Tecnologia en l'Institut Estatal de Radiologia. Aquesta divisió es va convertir el 1917 en l'Institut Físicotècnic de Leningrad. (IFTL)
Al començament de la dècada de 1930, la Força de Defensa Antiaèria de l'Exèrcit Roig va manifestar la necessitat crítica de disposar de mitjans per detectar aeronaus enemigues. Nombrosos instituts d'investigació van estar treballant sobre tècniques de radiolocalització (localització per ràdio). L'Acadèmia de les Ciències de l'URSS va convocar una conferència organitzada per Ioffe el gener de 1934 per avaluar aquesta tecnologia. El mateix Ioffe va publicar un informe sobre aquesta conferència, on revelà al món de la ciència i la tecnologia els fonaments del que finalment seria denominat "radar".
Des de mitjans de la dècada de 1930, A. F. Ioffe va defensar (inclòs davant el lideratge del país) la necessitat d'estudis intensius sobre reaccions nuclears. A l'IFTL es va crear un laboratori per a això, al capdavant del qual fou nomenat el seu deixeble Ígor Kurtxàtov. El setembre del 1942, per ordre del Comitè de Defensa de l'Estat, es va establir el laboratori núm. 2 de l'Acadèmia de Ciències de l'URSS. Sobre la base d'aquest laboratori, que en aquell moment estava sent evacuat a Kazan, es va endegar oficialment el programa atòmic soviètic. Ioffe va ser consultat per dirigir l'esforç tècnic, però va rebutjar la feina al·legant la circumstància de la seva elevada edat. No obstant això, va ser capaç d'endevinar l'enorme potencial del jove Ígor Kurtxàtov, i li confià la direcció del primer laboratori nuclear.
Durant la campanya de Stalin el 1950 contra els anomenats "cosmopolites sense arrels" (eufemisme per referir-se als jueus), Ioffe va ser desposseït dels seus càrrecs de Director de l'IFTL i del Consell d'Administració. No obstant això, dos anys després va ser restituït a un càrrec de responsabilitat, i va dirigir entre 1952 i 1954 el Laboratori de Semiconductors de l'Acadèmia de Ciències de l'URSS, reorganitzat el 1954 com a Institut de semiconductors. Després de la mort de Ioffe, l'IFTL va ser rebatejat el 1960 com a Institut Fisicotècnic Ioffe, i convertit en un dels principals centres de recerca de Rússia.
Autor d'estudis experimentals de la teoria de la llum (1909-1913), física de l'estat sòlid, dielèctrics i semiconductors, Ioffe fou també editor de moltes revistes científiques i autor de diverses monografies, llibres de text i llibres populars, incloent Основные представления современной физики ("Presentacions bàsiques de física moderna", 1949), Физика полупроводников ("Física de semiconductors" 1957) i altres.
El major mèrit d'AF Ioffe és la creació d'una escola física única que va permetre portar la física soviètica a nivell mundial.
La primera etapa d'aquesta activitat va ser l'organització el 1916 d'un seminari de física. Per participar en el seu seminari, Ioffe va atraure científics joves de l'Institut Politècnic i la Universitat de Sant Petersburg, que aviat es van convertir en els seus col·legues més propers a l'organització de l'Institut Fisicotècnic. Des de 1929, per iniciativa de Ioffe, es van establir instituts fisicotècnics a grans ciutats industrials: Khàrkiv, Dnipropetrovsk, Sverdlovsk i Tomsk. Abram Ioffe era anomenat "papa Ioffe" pels seus ulls i estudiants, i per altres companys amb amor i respecte.
Entre els alumnes de Ioffe figuren destacats físics, com ara Anatoli Aleksàndrov, Piotr Kapitsa, Isaac Kikoin, Ígor Kurtxàtov, Iakov Frenkel), Nikolai Semiónov, Léon Theremin, Borís Davídov, i Lev Artsimóvitx.
A.F. Ioffe va morir a la seva oficina el 14 d'octubre de 1960. Va ser enterrat al cementeri de Vólkovo. La làpida (escultor Mikhaïl Anikuixin, arquitecte F. A. Guepner) va ser creada el 1965.

## Eponímia
- El cràter lunar Ioffe porta aquest nom en memòria seva.
- L'Institut Fisicotècnic Ioffe va rebre aquest nom en honor seu.
- De la mateixa manera, el vaixell rus de Recerca Oceanogràfica i Polar Akademik Ioffe, també porta el seu nom.
- El planeta menor (5222) Ioffe, descobert per l'astrònom de l'Observatori Astrofísic de Crimea N. S. Txernikh l'11 d'octubre del 1980, va rebre el nom d'A. Ioffe l'11 d'octubre de 1980.[10]